# Гордън Олпорт
Гордън Уилард Олпорт (на английски: Gordon Allport) е американски психолог, чийто главни интереси са в областта на общата психология, хуманистична психология, психология на личността, социална психология, психология на религията.

## Научна дейност
Според Олпорт личността предполага наличие на сложни връзки между физиологическите и мисловни процеси. Той разглежда личността като сложна развиваща се система от привички, нагласи и личностни черти. Тя е организирано цяло, а не е сбор от навици и фиксации. Съществува в настоящето и гледа към бъдещето, а не към миналото. Личността е динамична организация на тези психофизически системи вътре в индивидиума, които определят характерното за него мислене и поведение.
Човешките същества според Олпорт са мотивирани от задоволяване на биологическите нужди за оцеляване – опортюнистично функциониране (характеризира се като реактивно, ориентирано към миналото и биологическо). По-голямата част от човешкото поведение се мотивира от действия, изразяващи същността на отделната личност – лично функциониране (проактивно, ориентирано към бъдещето и психологическото). Определението, което дава на човешката същност, включва седем субективни аспекта на личността (функции):
1. усещане за собственото тяло (1 – 2 г.);
2. самоидентичност (1 – 2 г.);
3. самоуважение (2 – 4 г.);
4. саморазвитие (4 – 6 г.);
5. самопознание (4 – 6 г.);
6. рационално моделиране (6 – 12 г.);
7. лични усилия, рационално управление на самия себе си (след 12 г.).

Тази схема не е стадиална теория (като тази на Фройд), а само описание на обикновения път на човешкото развитие. Според Олпорт всеки човек е уникален и неповторим, защото е носител на своеобразно съчетание на качества, потребности, които той определя като личностни черти. Съществуват индивидуални черти, специфични за всеки конкретен човек, и общи, присъщи на повечето хора. Освен това, Олпорт разделя личностните черти на основни (вродени черти, които стимулират поведението) и на инструментални (оформят поведението и се формират в процеса на живота). Той прави и още една класификация на личностните черти:
- централни – основните компоненти на личността;
- вторични – предпочитания, отношения, ситуационни черти;
- кардинални – черти, които практически определят живота на личността – нейните житейски търсения на слава, богатство, например Майка Тереза – религиозна служба, Николо Макиавели – политическа безпощадност, Жана д'Арк – саможертва и други.

Важно качество на личностните черти според Олпорт е тяхната автономност. Той различава постоянна и лична функционална автономия (ценности). Олпорт различава следните ценности: теоретически, икономически, естетически, социални, политически, религиозни.

## Теория
Мотиваторът на човешките същества е склонността им да задоволяват биологичните си нужди. Олпорт нарича това „опортюнистично функциониране“. Той отбелязва, че то може да се опише като реактивно, ориентирано към миналото и биологично. Но също така посочва, че познанието за опортюнистичното функциониране не е особено съществено за разбирането на по-голямата част от човешкото поведение. Тази по-голяма част се мотивира от нещо съвсем различно, а именно от функционирането по начин, изразяващ Аз-а или т.нар. „собствено функциониране“. Повечето от нещата, които правим в живота си зависят от това кои сме ние! Собственото функциониране може да се характеризира като проактивно, ориентирано към бъдещето и психологическо. Собствено произлиза от думата proprium (от латински: – „лична собственост“) и представлява названието, което Олпорт дава на основното понятие – Аз-а. Той преглежда стотици дефиниции за него и стига до заключението, че за да му придаде по-голямо научно значение, трябва да се раздели с общата дума „аз“ и да я замени с нещо друго. За добро или зло, думата proprium никога не бива използвана.

### Проприум
Като обръща толкова голямо внимание на Аз-a, или проприума, Олпорт иска да го дефинира възможно най-внимателно. Той се заема с тази задача от два аспекта – феноменологично и функционално.
1. Първата гледна точка – феноменологичната, разглежда Аз-а през призмата на натрупания опит: Аз-ът се състои от тези части на вашия опит, които намирате за най-важни (в противовес на инцидентни или случайни), топли (или „ценни“, а не емоционално хладни) и централни (т.е. обратното на периферни или крайни).
2. Втората гледна точка – функционалната, се превръща в самостоятелна теория на развитието. Според нея, Аз-ът има седем функции, които възникват в различни периоди от живота на човек:
  - усещане за тялото;
  - самоидентичност;
  - самооценка;
  - саморазвитие;
  - образ за себе си;
  - рационално справяне;
  - лични усилия.

Усещането за тялото се развива през първите две години от живота. Имаме тяло, усещаме близостта и топлината му. То има граници, които болката, раните, допира и движението, ни помагат да осъзнаем. Олпорт има една любима демонстрация на този аспект на аз-а – представете си, че се изплюете в една чаша и после си изпиете плюнката. Какъв е проблемът? Тя е точно това, което преглъщате по цял ден! Но, разбира се, е излязла от вашия телесен Аз и следователно ви става чужда.
Самоидентичността също се развива през първите няколко години. Появата ѝ се свързва с настъпването на момента, в който осъзнаваме себе си като нещо продължително, с минало, настояще и бъдеще. Считаме се за индивидуални цялости, отделни и различни от останалите. Дори имаме име! Същият човек ли ще сте, когато се събудите утре? Разбира се. Приемаме тази непрекъснатост за даденост.
Самооценката се развива между 2 и 4-годишна възраст. Тогава разбираме, че имаме стойност – за другите и за себе си. Появата на самооценката е тясно свързана с продължителното развитие на уменията ни.
Саморазвитието е типично за периода между 4 и 6 години. Идеята зад това понятие е, че някои неща, хора и събития около нас се приемат за централни и топли, основни за моето съществуване. „Моето“ е много близо до „мен“! Някои хора се самоопределят от гледна точка на своите родители, съпрузи, деца, род, банда, общество, колеж или националност. Други намират идентичността в заниманията си: аз съм психолог, студент, строител. Има и такива, които я намират чрез мястото, където живеят: моята къща, моят роден град. Когато детето ми прави нещо лошо, защо аз се чувствам виновен? Ако някой издраска колата ми, защо се чувствам, сякаш са ме ударили?
Уменията, свързани с рационалното справяне се придобиват предимно във възрастта между шест и дванадесет години. Тогава детето започва вече да умее да се справя с проблемите в живота си рационално и ефективно. Това е аналогично на Ериксъновото понятие „усърдие“.
Периодът на личните усилия обикновено не настъпва преди дванадесет-годишна възраст. Тогава вече знаем, че това съм аз, като цели, идеали, планове, призвания, склонности, чувство за посока, чувство за цел. Кулминацията на личните усилия, според Олпорт, е способността да можеш да кажеш, че ти си господар на живота си – т.е. собственик и управляващ.
Времевите периоди, които Олпорт ползва, са много близки до тези на фазите на Фройд, но схемата на Олпорт не е теория за фази – а само описание на обичайния път на развитие на хората.

### Черти и предразположения
Когато проприумът се променя, ние развиваме своите лични черти или лични предразположения. Първоначално Олпорт използва думата „черти“, но скоро открива, че мнозина я схващат като това, което виждаме, гледайки някого, или като нещата, измервани от тестове за личността, вместо като уникалните индивидуални психологически особености и затова я заменя с „предразположения“.
Личното предразположение се определя като „обща невропсихична структура (типична за индивида), която притежава способността да предава множество функционално равни стимули и да направлява последователни (равни) форми на адаптивно и стилово поведение“.
Личното предразположение създава равностойности във функционирането и значението между различни възприятия, вярвания, усещания и действия, които не е задължително да са равни в естествения свят или в нечие чуждо съзнание. Човек с лично предразположение към „страх от комунизъм“ може да приравни руснаците, либералите, стачкуващите, социалните активисти, еколозите, феминистите и т.н. Може да ги сложи под общ знаменател и да реагира към всеки от тях с набор от действия, които изразяват страха му: да изнася речи, да пише писма, да гласува, да се въоръжава, да се гневи и т.н.
Друг начин да обясним личното предразположение е като кажем, че предразположенията са конкретни, лесно разпознаваеми последователности в нашето поведение.
Олпорт вярва, че чертите са уникални за всеки индивид: „страхът от комунизма“ на един човек не е като ничий друг. И не можете наистина да очаквате, че познанието ви за другите хора ще ви помогне да разберете всеки един от тях. По тази причина, Олпорт силно набляга на това, което нарича идиографски методи – методи, които се фокусират върху изучаването само на един човек, като интервюта, наблюдение, анализ на писма или дневници и т.н. В днешно време използваме за тях общото название „качествени методи“.
Олпорт счита, че във всяка отделна култура съществуват общи черти или предразположения, те са част от тази култура и всеки човек, който принадлежи към нея, ги разпознава и знае името им. Ние се различаваме по това дали сме екстроверти или интроверти, либерали или консерватори и всички знаем (грубо казано) какво имаме предвид. Но хората от друга култура може изобщо да не разпознаят тези различия. Например, какво биха означавали либерали и консерватори в Средновековието?
Олпорт твърди, че някои черти са по-близо до проприума (Аз-а) от други. Централните черти са гръбнака на личността ви. Когато описвате някого, е най-вероятно да използвате думи, които се отнасят до тези централни черти, като например, умен, глупав, див, срамежлив, потаен, омърлушен, непохватен... Олпорт отбелязва, че повечето хора имат между пет и десет от централните черти.
Съществуват и вторични черти – такива, които не са толкова очевидни, общи, или последователни. Предпочитанията, отношенията, ситуационните черти – всички те са вторични. Например, „той се разгневява, когато се опитате да го гъделичкате“, „тя има някои доста необичайни сексуални предпочитания“ и „не можеш да го накараш да ходи по ресторанти“.
Олпорт говори за наличието и на кардинални черти. Те на практика определят живота на някои хора. Човек, който през целия си живот търси слава, късмет или секс, притежава такава черта. Често използваме исторически фигури, за да назовем кардиналните черти: Скрудж (алчност), Жана д'Арк (героична саможертва), Майка Тереза (религиозна грижа), Маркиз дьо Сад (садизъм), Макиавели (политическа жестокост) и т.н. Относително малко хора развиват кардинални черти. И ако това се случи, обикновено е на по-късен етап от живота.

### Психологическа зрялост
Ако имате добре развит проприум и богат, адаптивен набор от предразположения, значи сте достигнали психологическата зрялост – с този термин Олпорт обозначава психичното здраве. Той изброява седем нейни характеристики:
1. Специфично, трайно, развитие на Аз-а, т.е. включване.
2. Техники за топло свързване с другите (например: доверие, емпатия, искреност, толерантност), на които може да се разчита.
3. Емоционална сигурност и приемане на себе си.
4. Навици за реалистично възприемане (в противовес на отбранителност).
5. Ориентиране към проблема и към развитие на умения за решаване на проблеми.
6. Себе-обективиране – проницателност към собственото поведение, способност да се надсмееш над себе си и т.н.
7. Обединяваща философия за живота, включваща определена ориентация за ценности, диференцирано религиозно чувство и личностно съзнание.

### Функционална автономност
Олпорт не вярва особено в необходимостта да се вглежда прекалено в миналото на някого, за да разбере настоящето му. Тази негова позиция изпъква най-ясно в идеята му за функционалната автономност. Днешните ви мотиви са независими (автономни) от корените си. Например няма значение защо сте искали да станете лекар или защо сте развили предпочитания към маслините – важното е, че вие сте такъв сега.
Функционалната автономност съществува в два нюанса: първият е неадаптивната функционална автономност. Тя се отнася най-вече до навиците – т.е. до поведението, което вече не служи на първоначалната причина, поради която е възникнало, но въпреки това не изчезва. Например, може да сте пропушили като израз на юношески бунт, но сега пушите, защото не можете да ги откажете! Социалните ритуали като да кажем „Наздраве!“, когато някой кихне, са били основателни, някога (по време на чумата кихането е било доста по-сериозен симптом, отколкото е днес!), но в днешно време продължава да съществува, само защото се счита за форма на учтивост.
Личната функционална автономност е нещо, което е насочено към Аз-а повече отколкото навиците. Ценностите са най-обичайният пример за нея. Вероятно са ви наказвали, задето сте се държали егоистично като малък. Това по никакъв начин не намалява известната ви в днешно време щедрост – превърнало се е във ваша ценност!
Идеята за функционалната автономност може би произлиза от разочарованието на Олпорт от Фройд (или от бихевиористите). Това в никакъв случай не означава, че тя е само защитно вярване от страна на Олпорт.
Идеята за личната функционална автономност води Олпорт и сътрудниците му – Върнън и Линдзи, до създаването на категоризация и тест на ценностите:
1. Теоретичният – ученият например цени истината.
2. Икономичният – бизнесменът може да цени ползата.
3. Естетичният – художникът цени красотата.
4. Социалният – медицинската сестра може силно да обича хората.
5. Политическият – политикът може да цени властта.
6. Религиозният – монахът или монахинята вероятно ценят единството.

Повечето от нас имат няколко от тези ценности, развити в по-малка степен и освен това може да имаме негативно отношение към една или две от тях. Съществуват съвременни тестове за кариерно консултиране при децата, при които се използват подобни измерения.